# 西伯利亚远志
西伯利亚远志（学名：Polygala sibirica）为远志科远志属下的一个种。其种加词“sibirica”意为“西伯利亚的”。